# Kopetty Lia
Kopetty Lia, Kopetty Amália (Budapest, 1942. december 21. – Vác, 2013. december 9.) színésznő.

## Életpályája
1956-ban az Állami Balettintézetben végezett mint táncosnő. Különféle vidéki és budapesti színházakban láthatta a közönség prózai és énekes szerepekben. 1959 és 1962 között a győri Kisfaludy, 1962 és 1967 között az egri Gárdonyi Géza, 1967-től 1972-ig a Miskolci Nemzeti, 1972-től 1975-ig pedig a kecskeméti Katona József Színházban. 1975-től a Budapesti Gyermekszínháznál, valamint az Arany János Színháznál játszott.

## Családja
Férje Kautzky Ervin, fia Kautzky Armand, mindketten színészek. Édesapja Kopetti Márton.

## Fontosabb szerepei
Színházi adattár
A Színházi adattárban regisztrált bemutatóinak száma: 74; ugyanitt hat színházi felvételen is látható.
- Stuart Mária (Schiller);
- Roxane (Rostand: Cyrano de Bergerac);
- Daisy (Ábrahám P.: Bál a Savoyban).